# Nippononeta subnigra
Nippononeta subnigra là một loài nhện trong họ Linyphiidae.
Loài này thuộc chi Nippononeta. Nippononeta subnigra được Hirotsugu Ono & Kendo Saito miêu tả năm 2001.